# ريتشارد فاندر فيين
ريتشارد فاندر فيين (بالإنجليزية: Richard Vander Veen)‏ هو محامي وسياسي أمريكي، ولد في 26 نوفمبر 1922 في الولايات المتحدة، وتوفي في 3 مارس 2006 في نفس البلد. حزبياً، نشط في الحزب الديمقراطي. وقد انتخب عضو مجلس النواب الأمريكي.